# Organizacja Anty-Solidarność
Organizacja Anty-Solidarność (OAS) – specjalna grupa operacyjno-śledcza Służby Bezpieczeństwa, powołana w 1984 do zwalczania podziemia politycznego działająca w Toruniu.
Przeprowadzała dezintegrację środowisk podziemnej „Solidarności”, wykorzystując w tym celu szereg metod operacyjnych m.in. dezinformację, pozorując swoją niezależność od władz komunistycznych, organizowała liczne prowokacje, również porywała i torturowała działaczy podziemia solidarnościowego (tzw. porwania toruńskie).
Jej szefami byli kolejno kapitanowie SB: Henryk Misz i Roman Zielenkiewicz, a członkami m.in. Eugeniusz Gawroński, Janusz Hejnowicz, Grzegorz Lewandowski, Wiesław Zapałowski, Maria Sugier vel Maria Magdalena Kuczerowska, Wiesław Miros, Bogdan Bogalecki, Marek Kuczkowski, Roman Jarzyński, Jerzy Jedkie, Zbigniew Makulski, Cyryl Wolski, Bogdan Wandachowicz, Ryszard Górny, Marek Górny, Bronisław Stanaszek, Stefan Pokwicki.
W procesie w 1991 niektórzy członkowie grupy zostali skazani na wieloletnie kary pozbawienia wolności. Proces trwał 33 dni.